# Brandenburger Tor, Potsdam
För porten i Berlin, se Brandenburger Tor.
Brandenburger Tor är en triumfbåge och tidigare stadsport i staden Potsdam i Brandenburg, Tyskland. Porten står på torget Luisenplatz i västra änden av gågatan Brandenburger Strasse, som härifrån löper i rak linje österut till S:t Petrus- och Pauluskyrkan.
Triumfbågen uppfördes 1770–71 efter ritningar av Carl von Gontard och Georg Christian Unger på uppdrag av kung Fredrik II av Preussen, som ett monument över segern i sjuårskriget. Den ersatte då en tidigare stadsport i Potsdams tullmur. Som förebild användes Konstantinbågen i Rom.